# Hacon
Hacon – wódz sklawiński dowodzący w 616 roku wojskami oblegającymi Sołuń.
W 610 roku plemiona sklawińskie, korzystając z osłabienia Bizancjum przekroczyły Dunaj i przez następne kilka lat, wspólnie z Awarami pustoszyły półwysep grecki wypierając miejscową ludność grecką na tereny górskie w centrum półwyspu oraz na wyspy Morza Egejskiego. W 616 roku Hacon na czele plemion Sagudatów, Draguwitów, Rynchynów, Welegezytów, Wajunitów i Brsjaków stanął pod murami Sołunia. Miracula Sancti Demetrii podają, że Sklawini byli do tego stopnia przekonani o powodzeniu przedsięwzięcia, że nadciągnęli pod miasto z całymi rodzinami i sprzętem domowym, aby po zdobyciu Sołunia, zamieszkać w nim. Oblegający rozłożyli się ze swymi taborami wokół miasta, od wschodu, północy i zachodu, a w celu odcięcia miasta od morza wykonali wielką liczbę łodzi wydrążonych z jednego pnia drzewa. W czasie walk toczonych ze Sklawinami, Grekom udało się wziąć Hacona do niewoli. Został przez nich stracony. Po śmierci wodza Sklawinowie odstąpili spod Sołunia. Było to trzecie sklawińskie oblężenie miasta.